# Lee Jin-hee
Lee Jin-hee (en hangul, 이진희; en hanja, 李珍熙; nacida el 15 de febrero de 1983) es una actriz surcoreana.Debutó en la obra de teatro Mother en 2004, y ha trabajado en gran variedad de medios, como obras de teatro, musicales, películas y series televisivas.

## Vida personal
Lee Jin-hee nació el 15 de febrero de 1983. Mientras crecía, consideró varios caminos profesionales, entre ellos convertirse en maestra o actriz. La oportunidad de dedicarse a la actuación surgió cuando se cambió de una escuela secundaria de humanidades a una especialización en teatro en Gyewon Arts High School (계원예술고등학교) en Seongnam, provincia de Gyeonggi, debido al traslado por motivos de trabajo de su padre. Después de graduarse de la escuela secundaria, se matriculó en el Departamento de Teatro de la Universidad Yong In, ubicada en Samgak-dong, Cheoin-gu, Yongin-si, provincia de Gyeonggi, Corea del Sur, donde obtuvo su licenciatura en Teatro.
Lee conoció a su marido, el también actor Ahn Se-ho, mientras trabajaba en el musical Open Run Oh! While You Were Sleeping en 2007. Posteriormente colaboraron en numerosos proyectos. Ambos están representados por la misma agencia, Alien Company.

## Carrera

### Primeros años
Lee comenzó su carrera como miembro de la compañía de teatro Yeonhui Dangeori (연희단거리패). En 2004 hizo su debut en la obra Mother, interpretando el papel de la joven Il-soon bajo la guía de la veterana actriz Son Sook. Esta obra se programó para la presentación inaugural del COEX Art Hall. De 2004 a 2006, Lee participó activamente en varias producciones con la compañía, entre ellas Acrobat's First Love y Deceived by Love y Crying for Money.
En 2007 Lee se mudó a Daehangno, en Seúl. Durante ese año, se presentó a las audiciones para la obra Agnes of God, una producción dirigida por Yoon Kwang-jin y encabezada por las veteranas actrices Park Jeong-ja y Son Sook. Desafortunadamente, no consiguió el papel, a pesar de ser el que ambicionaba ya desde la escuela secundaria. Sin dejarse abatir, se postuló para The Cockscomb Flower de Lee Kang-baek, dirigida por Choi Joong-min, y consiguió un papel con éxito.
Después de aparecer en The Cockscomb Flower, tuvo la oportunidad de conocer al director y dramaturgo Jang Yu-jeong. Este hecho propició su ingreso en el teatro musical, cuando interpretó al personaje principal, Choi Min-hee, en la cuarta temporada del musical Oh, While You Were Sleeping de Jang Yu-jeong, que fue parte del repertorio de Yeonwoo Stage.Poco después, con el personaje de Ahn So-yi, protagonizó la obra Melodrama de Jang Yu-jeong.
Las actuaciones excepcionales de Lee en sus trabajos anteriores llamaron la atención del director Yoon Kwang-jin. Mientras actuaba todavía en Melodrama, le ofreció el papel de Agnes en la obra Agnes de Dios. Lee finalmente tuvo la oportunidad de interpretar el papel de sus sueños y fue Agnes en el Jayu Small Theater en el Centro de Artes de Seúl, a partir del 8 de diciembre de 2007.
Más adelante, entre 2008 y 2010, Lee colaboró una vez más con Jang Yoo-jung como parte de un equipo especial para el musical Oh, While You Were Sleeping. Se embarcaron en una gira por Corea del Sur durante ese período.
Ese mismo año, Lee se unió a la representación adicional de la obra de Park Su-jin Aplausos para Julieta, dirigida por Min Bok-ki. La obra, que se había estrenado originalmente en 2004, recibió elogios por sus diálogos vibrantes y su imaginativa narración. Lee interpretó el personaje de Seon-jeong (Ofelia), junto a Jo Han-chul como Seok-dong (Hamlet), Min-ho como Romeo y Bok-soon como Julieta. La obra explora una compleja red de amor conflictivo en un entorno contemporáneo que combina inteligentemente Hamlet y Romeo y Julieta.
Lee colaboró con el director Seo Jae-hyung y el dramaturgo Han Ah-reum de la compañía de teatro Run to Death (극단-죽도록 달린다) en el estreno de la obra Youth, 18 to 1. Interpretó el papel de Natsuka, una mujer japonesa profundamente enamorada de Kim Kun-woo, un coreano que planea asesinar al alcalde de Tokio. La obra recibió comentarios positivos del público, pero la actuación tuvo que terminar prematuramente, tres semanas antes de lo previsto, debido a que Lee se fracturó un pie. Repitió su papel de Natsuka en 2009.
Después de recuperarse, en septiembre, volvió a los escenarios retomado su papel de Ahn So-yi en la obra Melodrama de Jang Yu-jeong.
A finales de 2008 Lee colaboró una vez más con el director Seo Jae-hyeong y el dramaturgo Han Ah-reum en la reposición de Hoya (好夜). Esta obra fue seleccionada como parte del proyecto de apoyo a la producción de representaciones teatrales de la Fundación para las Artes y la Cultura de Seúl de 2008. Lee interpretó el personaje de Eo Gwi-in, la concubina del rey. Hoya se representó en el teatro Daehakro hasta el 30 de noviembre.
En 2009 Lee se unió a la aclamada obra de Yoji Sakate titulada Attic. Se representó en el Festival Sakateyoji en el pequeño teatro del Teatro de Artes Arko en Daehangno, Seúl.
En abril de 2010 Lee Jin-hee se reunió con el director Seo Jae-hyeong y el dramaturgo Han Ah-reum para interpretar a Jin-kyung en la obra Tournament. Una vez más,su compañero de reparto fue Jo Han-chul. La obra se presentó en el Centro de Artes LG en Yeoksam-dong como parte de las actuaciones programadas para conmemorar el décimo aniversario de la apertura del lugar.

### Best Play y trayectoria en cine y televisión
En 2010 Lee hizo su debut cinematográfico con un papel menor en la película Finding Mr. Destiny, de Jang Yu-jeong. Su primer papel protagonista en un largometraje llegó en 2013 con 48 Meters, dirigida por el director Min Baek-doo. 48 Meters es una película sobre derechos humanos basada en una historia real sobre norcoreanos que arriesgaron sus vidas por la libertad cruzando el río Yalu, conocido como la distancia entre la vida y la muerte, que con sus 48 metros de anchura representa la línea entre ambas. En la película, Lee interpretó a Ryu Hwa-young, un personaje que perdió a sus padres mientras intentaba escapar de Corea del Norte cuando era niña. Actuó junto a Park Hyo-joo, quien interpretó el papel del corredor de bolsa Park Seon-hee.
En 2014 Lee volvió a trabajar con Jang Yu-jeong en una reposición del musical Those Days. Se presentó en el Gran Teatro del Centro Musical de Daehangno del 21 de octubre al 18 de enero del año siguiente.
En 2015 fue elegida junto a la actriz Lim Kang-hee para el papel de Sylvia en una nueva representación de la obra The Pride. La historia se desarrolla entre 1958 y el presente, centrándose en Philip, Oliver, Peter y Sylvia, personajes que vivieron en dos épocas diferentes. La obra trataba de los socialmente desfavorecidos, representados por las minorías sexuales. Dirigida por Kim Dong-yeon, se presentó el 6 de agosto en el Teatro Daehakro Soohyun.
The Pride es obra de la autora greco-británica Alexi Kaye Campbell. En noviembre de 2008 se produjo para el Royal Court Theatre Upstairs, y recibió el Premio del Círculo de Críticos al Dramaturgo Más Prometedor y el Premio John Whiting a la Mejor Obra Nueva. La producción, dirigida por Jamie Lloyd, también recibió un premio Laurence Olivier por logros destacados en un teatro afiliado. La adaptación surcoreana fue escrita por Ji Yi-seon y traducida por Kim Soo-bin y se estrenó en el 5.º Festival de las Mejores Obras, celebrado en el Teatro Art One en 2014.
En 2016 Lee se unió a las dos producciones del 6.º Festival de las Mejores Obras, Kill Me Now y Hamlet-The Play. En Kill Me Now, escrita por el canadiense Brad Fraser y estrenada en 2013, interpreta el papel de Twyla, quien es la hermana menor de Jake y la tía de Joy, y cuida de los dos. Durante su actuación en Londres en 2015, recibió excelentes críticas de la prensa británica por su enfoque honesto y audaz sobre temas difíciles como el sexo, la discapacidad y la muerte.
En Hamlet-The Play actuó en un doble papel como Ofelia y Getrude. Se trata de una reinterpretación del clásico de Shakespeare Hamlet, dirigida por Kim Dong-yeon, y se estrenó para conmemorar el cuarto centenario de su muerte. Está basada en una actuación universitaria titulada Hamlet: la historia de un payaso triste, que fue originalmente adaptada y dirigida por Kim Dong-yeon en 2001. El escritor Ji Seon se unió al proyecto y creó una nueva versión de la obra quince años después.
Fuera de su trabajo teatral, Lee obtuvo varios papeles menores en series televisivas. Apareció en las producciones de SBS Glorious Day (2014) y Entertainer (2016), y la de tvN Memory (2016). En 2017 fue elegida para un papel secundario en la miniserie de MBC Two Cops, interpretando al personaje Woo Hye-in, la viuda del detective Cho Hang-joon y excompañera del detective Cha Dong-tak (interpretado por Jo Jung-suk). En 2018, Lee apareció en otro drama de MBC, A Pledge to God, en un papel secundario como la madre de Na Hae-jim, Ha Ji-mo. Regresó a los dramas de SBS en 2019 con la serie VIP. Interpretó a Kang Ji-young, la jefa de conserjería VIP, una mujer audaz y franca que no le teme a su jefe.
En 2016, Lee fue elegida doblemente junto a la actriz Son Ji-yoon para el papel de Lily, una paciente con ecolalia en el estreno asiático de la obra Toc Toc. Derivado de la expresión inglesa OCD (Troubles Obsessionnels Compulsifs, TOC), 'Toc Toc' es una comedia desenfrenada sobre pacientes obsesivo-compulsivos. La obra fue escrita por Laurent Baffie, un famoso escritor, actor y presentador de programas de televisión francés.
En 2017 Lee Jin-hee alternó dos personajes muy diferentes, el de Twyla en la obra Kill Me Now (Theatre Black, Centro de Arte Chungmu, hasta el 16 de julio) y el de Sylvia en Pride (Daehangno Art One Theater 2, hasta el 2 de julio).
En 2018 participó en el 7.º Festival de las Mejores Obras, presentando la adaptación de El abuelo que saltó por la ventana y se largó. La obra está basada en la exitosa novela sueca homónima de Jonas Jonasson, que ha vendido más de 10 millones de copias en todo el mundo desde su lanzamiento en 2009. Lee aceptó el desafío de interpretar múltiples personajes dentro de la producción, demostrando su versatilidad. El elenco también incluía a Son Ji-yoon, Seo Hyeon-cheol, Oh Yong, Jang Yi-joo, Yang So-min, Kim Do-bin, Ju Min-jin, Kwon Dong-ho y Lee Hyung-hoon.
La obra implicaba hacer «malabarismos con personajes», ya que cinco actores en el escenario se transformaban cada uno en varios personajes, incluido el protagonista centenario Alan y las personas con las que se encuentra. Lee interpretó, entre otros, al autoritario jefe de policía, el capitán Arunson, y a Kim Il-sung, entre otros. Esta producción fue la primera vez que Lee y Son Ji-yoon compartieron el escenario. En sus proyectos anteriores juntas, solían recurrir a un doble reparto, alternando sus apariciones en la obra.
Su breve aparición en la serie dramática de KBS2 Cuando la camelia florece como dueña de un salón de bronceado y amiga de Dong-baek fue memorable. En el episodio 8 de la producción del mismo canal Sell Your Haunted House (2021), hizo un cameo como la madre de Won-gwi Byul-i, un niño fantasma.Su aparición en los episodios 2 y 9 de la serie dramática de tvN El amor es como el chachachá, como la madre de Hye-jin, dejó una impresión duradera en los espectadores.
En 2021 la actriz se unió a la serie dramática de televisión Here's My Plan como Kim Bok-hee. El guion del drama ganó el premio al trabajo destacado en el Concurso de guiones dramáticos de MBC de 2020, y recibió grandes elogios de los jueces. Se emitió en MBC TV del 19 al 27 de mayo de 2021.

### Obras teatrales recientes
En 2019 Lee regresó a os escenarios con Turn Around and Leave. Esta obra de dos personajes está basada en la película de 1998 A Promise, protagonizada por Park Shin-yang y Jeon Do-yeon. Cuenta la historia de Gong Sang-du, un gánster que se prepara para entregarse después de cometer un asesinato y se encuentra con su amante Hee-joo por última vez.
En 2020 fue elegida para interpretar a una mujer en Lungs, junto a Kwak Sun-young . Es una obra también de dos personajes, y muestra la conversación entre un hombre y una mujer. Ambos debaten sobre diversos temas, como las emociones, el parto, el medio ambiente y el estado de la Tierra.
En mayo de 2022 se anunció que Lee se uniría a la tercera producción del 9.º Festival de las Mejores Obras, con la obra Touching the Void de David Greig. Está basada en la historia real de dos alpinistas británicos, Joe Simpson y Simon Yates, y su lucha por la supervivencia. Lee fue elegida junto a la actriz Son Ji-yoon para el papel de Sara, la hermana de Joe Simpson. El estreno coreano de la obra, dirigida por Kim Dong-yeon, tuvo lugar en el Art One Theatre 2 en Daehangno del 8 de julio al 9 de septiembre de 2022.

## Filmografía

### Películas
| Año  | Título                               | Hangul                           | Papel                            | Notas        | Ref.   |
| ---- | ------------------------------------ | -------------------------------- | -------------------------------- | ------------ | ------ |
| 2010 | Finding Mr. Destiny                  | 김종욱 찾기                      | Miembro del equipo               | Cameo        | [ 47 ] |
| 2011 | You're My Pet (film)                 | 너는 펫                          | Yoo Ah-young                     |              | [ 47 ] |
| 2011 | Mr. Idol                             | Mr. 아이돌                       | Lee Jin-hee                      |              | [ 47 ] |
| 2011 | Only You                             | 오직 그대만                      | Oftalmóloga                      |              | [ 47 ] |
| 2012 | Nameless Gangster: Rules of the Time | 범죄와의 전쟁: 나쁜놈들 전성시대 | Hermana pequeña 3                |              |        |
| 2013 | All About My Wife                    | 내 아내의 모든 것                | Esposa en la fiesta en el jardín |              | [ 48 ] |
| 2014 | 48m                                  | 48미터                           | Ryu Hwa-young                    | Protagonista |        |
| 2014 | Sinchon Zombie Comics                | 신촌좀비만화                     | Mujer presidenta                 |              |        |
| 2016 | The Great Actor                      | 대배우                           | Madame                           |              |        |
| 2018 | Family                               | 식구                             | Mi-ok                            |              |        |
| 2020 | Stone Skipping                       | 돌멩이                           | Madre de Eun-ji                  |              |        |
| 2021 | Escape from Mogadishu                | 모가디슈                         | Won Mi-sook                      |              |        |
| 2022 | Honest Candidate 2                   | 정직한 후보 2                    | Lee Yeon-mi                      |              |        |

### Series de televisión
| Año     | Título                       | Papel                   | Notas                   | Ref.   |
| ------- | ---------------------------- | ----------------------- | ----------------------- | ------ |
| 2009    | Son of Man                   | Ajumma                  | HD TV Literature Museum |        |
| 2014    | Glorious Day                 | Ajumma                  |                         |        |
| 2016    | Entertainer                  | Ajumma                  |                         |        |
| 2016    | Memory                       | Ajumma                  |                         |        |
| 2018    | A Pledge to God              | Hae Ji-mo               |                         |        |
| 2017    | Two Cops                     | Woo Hye-in              |                         | [ 26 ] |
| 2019    | VIP                          | Kang Ji-jiyoung         |                         | [ 28 ] |
| 2020    | Cuando la camelia florece    | Geum-ok                 | Cameo, episodio 1       | [ 36 ] |
| 2021    | Sell Your Haunted House      | Madre de Byul           | Cameo, episodio 8       | [ 37 ] |
| 2021    | Here's My Plan               | Kim Bok-hee             | MBC Short Drama         |        |
| 2021    | El amor es como el chachachá | Madre de Hye-jin        | Cameo, episodios 1 y 2  | [ 38 ] |
| 2021    | Abyss                        | Mi-sook                 | KBS Drama Special       |        |
| 2021-22 | Bulgasal: Immortal Souls     | Sang Un-mo              | Cameo                   | [ 49 ] |
| 2022    | Why Her                      | Esposa de Seo Jun-myung |                         | [ 50 ] |
| 2024    | Chaebol X Detective          | Joo Hwa-young           | Cameo, episodios 4-6    | [ 51 ] |
| 2024    | El cuento de la dama Ok      | Madre de Seo-in         |                         |        |

## Escenarios

### Musicales
| Año     | Título                      | Hangul             | Papel                                          | Teatro                                                               | Fecha                | Ref.   |
| ------- | --------------------------- | ------------------ | ---------------------------------------------- | -------------------------------------------------------------------- | -------------------- | ------ |
| 2007    | Oh! While You were Sleeping | 오 당신이 잠든사이 | Choi Min-hee                                   | JTN Art Hall 4                                                       | 6/I-22/VII           | [ 52 ] |
| 2008-10 | Oh! While You were Sleeping | 오 당신이 잠든사이 | Choi Min-hee                                   | JTN Art Hall 4                                                       | 4/XI/2008-28/II/2010 | [ 53 ] |
| 2014-15 | Those Days                  | 그날들             | Bibliotecaria de la biblioteca de la Casa Azul | Daehangno Musical Center Grand Theater                               | 21/X/2014-18/I/2015  | [ 54 ] |
| 2015    | Those Days                  | 그날들             | Bibliotecaria de la biblioteca de la Casa Azul | Seongnam Art Center Opera House                                      | 21-22/III            | [ 55 ] |
| 2015    | Those Days                  | 그날들             | Bibliotecaria de la biblioteca de la Casa Azul | Incheon Culture and Arts Center Grand Performance Hall               | 7-8/II               | [ 55 ] |
| 2015    | Those Days                  | 그날들             | Bibliotecaria de la biblioteca de la Casa Azul | Daegu Keimyung Art Center                                            | 4-5/IV               | [ 55 ] |
| 2015    | Those Days                  | 그날들             | Bibliotecaria de la biblioteca de la Casa Azul | Jeju Art Center                                                      | 30-31/V              | [ 55 ] |
| 2016    | Those Days                  | 그날들             | Bibliotecaria de la biblioteca de la Casa Azul | Chungmu Art Center Grand Theater                                     | 25/VIII-3/XI         | [ 56 ] |
| 2016    | Those Days                  | 그날들             | Bibliotecaria de la biblioteca de la Casa Azul | Daegu Keimyung Art Center                                            | 12-13/XI             | [ 57 ] |
| 2016    | Those Days                  | 그날들             | Bibliotecaria de la biblioteca de la Casa Azul | Centum City Sohyang Theater Shinhan Card Hall Busan                  | 2-4/XII              | [ 57 ] |
| 2016    | Those Days                  | 그날들             | Bibliotecaria de la biblioteca de la Casa Azul | Gyeonggi Arts Center Grand Theater Suwon                             | 10-11/XII            | [ 57 ] |
| 2016    | Those Days                  | 그날들             | Bibliotecaria de la biblioteca de la Casa Azul | Guri Art Hall Cosmos Grand Theater                                   | 16-17/XII            | [ 57 ] |
| 2016    | Those Days                  | 그날들             | Bibliotecaria de la biblioteca de la Casa Azul | GS Caltex Yeulmaru Grand Theater Yeosu                               | 23-25/XII            | [ 57 ] |
| 2017    | Those Days                  | 그날들             | Bibliotecaria de la biblioteca de la Casa Azul | Seongnam Art Center Opera House                                      | 21-22/I              | [ 58 ] |
| 2017    | Those Days                  | 그날들             | Bibliotecaria de la biblioteca de la Casa Azul | Seoul Arts Center Opera Theater                                      | 7/II-2/III           | [ 59 ] |
| 2018-19 | Those Days                  | 그날들             | Bibliotecaria de la biblioteca de la Casa Azul | Centum City Sohyang Theater Shinhan Card Hall Busan                  | 23-30/XII            | [ 60 ] |
| 2018-19 | Those Days                  | 그날들             | Bibliotecaria de la biblioteca de la Casa Azul | Daejeon Arts Center Art Hall                                         | 5-6/I                | [ 61 ] |
| 2018-19 | Those Days                  | 그날들             | Bibliotecaria de la biblioteca de la Casa Azul | Blue Square Shinhan Card Hall Busan                                  | 22/II-6/V            | [ 62 ] |
| 2018-19 | Those Days                  | 그날들             | Bibliotecaria de la biblioteca de la Casa Azul | Gyeongsangnam-do Culture and Arts Center Grand Performance Hall Guri | 7-8/VI               | [ 61 ] |
| 2023    | Those Days                  | 그날들             | Bibliotecaria de la biblioteca de la Casa Azul | Seoul Arts Center                                                    | 12/VII-3/IX          | [ 63 ] |

### Prosa dramática
| Año     | Título                                                                     | Hangul                                            | Papel                  | Teatro                                               | Fecha                  | Ref.          |
| ------- | -------------------------------------------------------------------------- | ------------------------------------------------- | ---------------------- | ---------------------------------------------------- | ---------------------- | ------------- |
| 2004    | Deceived by Love and Crying for Money                                      | 사랑에 속도 돈에 울고                             | Hong-do                | —                                                    | —                      | [ 7 ]         |
| 2004    | Acrobat's First Love                                                       | 곡예사의 첫사랑                                   | Seon-ju                | National Theater Sky Theater                         | 10-29/VIII             | [ 7 ]         |
| 2004    | Son Sook's Mother                                                          | 손숙의 어머니                                     | Il-soon (joven) et al. | COEX Art Hall                                        | 10/IX-2/X              | [ 6 ]         |
| 2006    | Joseon Coalition Scandal Hoya                                              | 조선 연정 스캔들 호야                             | Gwi-in                 | Miryang Theater Village                              | 21/VII-1/VIII          | [ 7 ]         |
| 2007    | The Cockscomb Flower                                                       | 맨드라미꽃                                        | Joo-hye                | Daehangno Black Box Theater                          | 12-28/I                | [ 7 ]         |
| 2007    | Melodrama                                                                  | 멜로드라마                                        | Ahn So-yi              | Daehak-ro Cultural Space Ida 2 Hall                  | 8/IX-4/XI              | [ 7 ]         |
| 2007    | Agnes of God                                                               | 신의 아그네                                       | Agnes                  | Seoul Arts Center Jayu Small Theater                 | 8-30/XII               | [ 8 ]         |
| 2008    | Applause for Julie                                                         | 줄리에게 박수를                                   | Seon-jeong (Ophelia)   | Doosan Art Center Space 111                          | 8/III-5/V              | [ 64 ]        |
| 2008    | Youth, 18 to 1: Doosan Art Center Creator Development Program 2            | 청춘, 18대 1: 두산아트센터 창작자 육성 프로그램 2 | Natsuka                | Doosan Art Center Space 111                          | 12/VII-31/VIII         | [ 2 ]         |
| 2008    | Melodrama                                                                  | 멜로드라마                                        | Ahn So-yi              | Daehak-ro T.O.M. Hall 2                              | 5/IX-2/XI              | [ 65 ]        |
| 2008    | Joseon Coalition Scandal Hoya                                              | 조선 연정 스캔들 호야                             | Gwi-in                 | Daehakro Theater                                     | 14-30/XI               | [ 66 ]        |
| 2009    | Youth, 18 to 1                                                             | 청춘, 18대 1                                      | Natsuka                | Doosan Art Center Space111                           | 24/II-15/III           | [ 67 ]        |
| 2009    | Sakateyoji Festival - Attic                                                | 사카테요지 페스티벌 - 다락방                      | Mujer                  | Arko Arts Theater Small Theater                      | 8-28/VI                | [ 16 ]        |
| 2010    | Tournament                                                                 | 토너먼트                                          |                        | LG Arts Center                                       | 20-25/IV               | [ 68 ]        |
| 2010    | Road to Santiago                                                           | 산티아고 가는 길                                  | Kite                   | Yeonwoo Small Theater (Dahak-ro)                     | 19/XI-5/XII            | [ 69 ]        |
| 2012    | Scorched Love                                                              | 그을린 사랑                                       | Mujer                  | Myeongdong Arts Theater                              | 5/VI-1/VII             | [ 70 ]        |
| 2013    | Full Line                                                                  | 만선 자유연극시리즈 1                             | Mujer                  | Seoul Arts Center Jayu Small Theater                 | 3-15/V                 | [ 71 ]        |
| 2014    | SAC CUBE 2014 - Mephisto                                                   | SAC CUBE 2014 - 메피스토                          | Gretchen               | Seoul Arts Center CJ Towol Theater                   | 4-19/IV                | [ 72 ]        |
| 2014    | The Height of The Multiple                                                 | 배수의 고도                                       | Shoko Ando             | Doosan Art Center Space 111                          | 10/VI-5/VII            | [ 73 ] [ 74 ] |
| 2015    | The Caucasian Chalk Circle                                                 | 코카서스의 백묵원                                 | Mujer                  | Sogang University Mary Hall Grand Theater            | 24/IV-3/V              | [ 75 ]        |
| 2015    | The Pride                                                                  | 프라이드                                          | Sylvia                 | Yes 24 Stage 3                                       | 8/VIII-1/XI            | [ 76 ]        |
| 2016    | Theatrical Battle 6 - Kill Me Now                                          | 연극열전6 - 킬 미 나우                            | Twila                  | Chungmu Art Center Medium Theater Black              | 1/V-3/VII              | [ 77 ]        |
| 2016    | Theatrical Battle 6 - Hamlet the Play                                      | 연극열전6 - 세 번째 작품 “햄릿 - 더 플레이”       | Ophelia & Gertrude     | Chungmu Art Center Medium Theater Black              | 2/VIII-16/X            | [ 78 ]        |
| 2016-17 | Theatrical Battle 6 - Toc Toc                                              | 연극열전6 - 톡톡                                  | Lily                   | Daehak-ro T.O.M. Hall 2                              | 27/X/2016-30/I/2017    | [ 7 ] [ 79 ]  |
| 2017    | The Pride                                                                  | 프라이드                                          | Sylvia                 | Art One Theater Hall 2                               | 21/III-2/VII           | [ 80 ] [ 81 ] |
| 2017    | Kill Me Now                                                                | 킬 미 나우                                        | Twila                  | Chungmu Art Center Medium Theater Black              | 25/IV-16/VII           | [ 82 ]        |
| 2017-18 | Toc Toc                                                                    | 톡톡                                              | Lily                   | Daehak-ro T.O.M. Hall 2                              | 20/X/2017-28/I/2018    | [ 83 ]        |
| 2018    | Theatre 7 - The 100-year-old man who jumped out of the window and ran away | 연극열전7 - 창문 넘어 도망친 100세 노인연극열전   | Alan                   | Daehak-ro Jayu Theater                               | 12/VI-2/IX             | [ 84 ]        |
| 2018    | Turn Around and Leave                                                      | 돌아서서 떠나라                                   | Chae Hee-joo           | Bricks Theater (Old, Content Ground)                 | 12/VII-6/X             | [ 43 ]        |
| 2018-19 | Bunker Trilogy                                                             | 벙커 트릴로지                                     | Soldado 4              | Hongik University Daehangno Art Center Small Theater | 11/XII/2018-24/II/2019 | [ 85 ]        |
| 2019    | Turn Around and Leave                                                      | 돌아서서 떠나라                                   | Chae Hee-joo           | Bricks Theater (Old, Content Ground)                 | 9/X-11/XI              | [ 86 ]        |
| 2020    | Theatrical Battle 8 - Lungs                                                | 연극열전8 - 렁스                                  | W                      | Art One Theater Hall 2                               | 9/III-5/VII            | [ 87 ]        |
| 2021    | Lungs                                                                      | 렁스                                              | W                      | Art One Theater Hall 2                               | 26/VI-5/IX             | [ 88 ]        |
| 2021    | Lungs                                                                      | 렁스                                              | W                      | Sarasae Theater in Aram Nuri, Goyang                 | 11-12/XII              | [ 89 ]        |
| 2022    | Theatrical Battle 9 - Touching The Void                                    | 연극열전9_3rd — 터칭 더 보이드                    | Sara                   | Art One Theater Hall 2                               | 8/VII-18/IX            | [ 46 ]        |
| 2023    | Bread                                                                      | 빵야                                              |                        | LG Art Centre Seoul U+ Stage                         | 31/I-26/II             | [ 90 ]        |
| 2023    | Bread                                                                      | 빵야                                              | Online                 | 2/V                                                  |                        |               |
| 2024    | Closer                                                                     | 클로저                                            | Anna                   | Plus Theater                                         | 23/IV-14/VII           | [ 91 ]        |

## Premios y nominaciones
| Año     | Premios                                      | Categoría                         | Papel                                        | Resultado | Ref.          |
| ------- | -------------------------------------------- | --------------------------------- | -------------------------------------------- | --------- | ------------- |
| 2016    | Premios Golden Ticket de Interpark           | Mejor actriz                      | Date la vuelta y vete                        | Nominada  | 12.º          |
| 2017    | Premios Golden Ticket de Interpark           | Mejor actriz                      | El orgullo                                   | Nominada  | 13.º          |
| 2018    | Premios Golden Ticket de Interpark           | Mejor actriz                      | Trilogía del búnker                          | Nominada  | 14.º          |
| 2022-23 | Premios Golden Ticket de Interpark           | Mejor actriz                      | Tocando el vacío                             | Nominada  | 17.º          |
| 2016    | Premios de la audiencia de Stage Talk (SACA) | Mejor actriz de reparto en Teatro | 'Mátame ahora', 'Hamlet: la obra' y 'Tok Tok | Ganadora  | [ 94 ] [ 95 ] |
| 2018    | Premios de la audiencia de Stage Talk (SACA) | Mejor actriz de teatro            | Date la vuelta y vete                        | Nominada  | [ 96 ]        |